# Trentepohlia bifascigera
Trentepohlia bifascigera là một loài ruồi trong họ Limoniidae. Chúng phân bố ở miền Cổ bắc.